# Meyrieu-les-Étangs
Meyrieu-les-Étangs é uma comuna francesa na região administrativa de Auvérnia-Ródano-Alpes, no departamento de Isère. Estende-se por uma área de 8,54 km². Em 2010 a comuna tinha 1 056 habitantes (densidade: 123,7 hab./km²).